# Довгалюк Роман Олександрович
Роман Олександрович Довгалюк (14 червня 1990 — 27 лютого 2022) — капітан, штурман фронтового бомбардувальника Су-24М (бортовий номер «77»), штурман ескадрильї 1-ї авіаційної ескадрильї 7-ї бригади тактичної авіації Збройних сил України, відзначився у ході російського вторгнення в Україну.

## Біографія
Народився у місті Первомайськ, що на Луганщині.
2011 року, після успішного закінчення Харківського національного університету Повітряних сил, отримав призначення до міста Старокостянтинів. З першого дня служив у 7 БрТА імені П. Франка, дійшов від штурмана авіаційної ланки авіаційної ескадрильї до штурмана ескадрильї авіаційної ескадрильї.
24 лютого 2022 року екіпаж літака у складі майора Білоуса та штурмана Довгалюка на літаку Су-24М здійнявся у небо. Цього ж дня екіпаж успішно здійснив виведення з-під ракетного удару авіаційної техніки та посадку на запасному аеродромі. І далі успішно виконував бойові завдання за призначенням.
Загинув 27 лютого 2022 року у складі екіпажу з Русланом Білоусом під час виконання бойового завдання з вогневого ураження живої сили та техніки окупантів біля с. Березівка (Бучанський район) на Київщині.
За час проходження служби у лавах Повітряних сил ЗСУ, неодноразово був нагороджений відзнаками Міністерства оборони України.

## Нагороди
- орден «Богдана Хмельницького» III ступеня (2022, посмертно) — за особисту мужність і самовіддані дії, виявлені у захисті державного суверенітету та територіальної цілісності України, вірність військовій присязі.
- Медаль «За сумлінну службу» III ступеня (2013).